# 八马路街道
八马路街道，是中华人民共和国黑龙江省双鸭山市尖山区下辖的一个乡镇级行政单位。

## 行政区划
八马路街道下辖以下地区：
中植社区、福园社区、建鑫社区、向阳社区、益人社区、朝阳社区、光明社区和合兴社区。